# Campeonato Asiático de Atletismo de 2019 - Heptatlo feminino
A prova do heptatlo feminino do Campeonato Asiático de Atletismo de 2019 foi disputada entre os dias 22 e 23 de abril de 2019 no Estádio Internacional Khalifa em Doha, no Catar. 

## Recordes
Antes desta competição, os recordes mundiais e do campeonato nesta prova eram os seguintes:
|                       | Nome                 | Nacionalidade  | Pontos | Local  | Data                   |
| --------------------- | -------------------- | -------------- | ------ | ------ | ---------------------- |
| Recorde mundial       | Jackie Joyner-Kersee | Estados Unidos | 7.291  | Seul   | 24 de setembro de 1988 |
| Recorde do campeonato | Ghada Shouaa         | Síria          | 6.259  | Manila | 1993                   |
| Recorde asiático      | Ghada Shouaa         | Síria          | 6.942  | Götzis | 26 de maio de 1996     |

## Medalhistas
| Ouro                     | Prata               | Bronze              |
| Ekaterina Voronina (UZB) | Swapna Barman (IND) | Wang Qingling (CHN) |

## Cronograma
Todos os horários são locais (UTC+3)
| Data        | Hora  | Evento                   |
| ----------- | ----- | ------------------------ |
| 22 de abril | 08:30 | 100 metros com barreiras |
| 22 de abril | 09:20 | Salto em altura          |
| 22 de abril | 17:08 | Arremesso de peso        |
| 22 de abril | 19:30 | 200 metros               |
| 23 de abril | 08:37 | Salto em distância       |
| 23 de abril | 10:52 | Lançamento de dardo      |
| 23 de abril | 18:08 | 800 metros               |

## Resultado

### 100 metros com barreiras
Vento:
Bateria 1: +0.2 m/s, Bateria 2: +0.6 m/s
| Posição | Bateria | Atleta                 | Nacionalidade  | Tempo | Pontos | Notas                |
| ------- | ------- | ---------------------- | -------------- | ----- | ------ | -------------------- |
| 1       | 1       | Meg Hemphill           | Japão          | 13.62 | 1033   | Recorde da temporada |
| 2       | 2       | Wang Qingling          | China          | 13.76 | 1013   | Recorde da temporada |
| 3       | 1       | Purnima Hembram        | Índia          | 13.79 | 1008   | Recorde da temporada |
| 4       | 2       | Chu Chia-ling          | Taipé Chinesa  | 13.88 | 995    | Recorde pessoal      |
| 5       | 2       | Swapna Barman          | Índia          | 14.00 | 978    | Recorde da temporada |
| 6       | 1       | Jeong Yeon-jin         | Coreia do Sul  | 14.09 | 966    | Recorde da temporada |
| 7       | 2       | Yuki Yamasaki          | Japão          | 14.12 | 961    | Recorde da temporada |
| 8       | 1       | Irina Velihanova       | Turquemenistão | 14.44 | 917    | Recorde pessoal      |
| 9       | 1       | Shen Muhan             | China          | 14.45 | 916    | Recorde da temporada |
| 10      | 1       | Ekaterina Voronina     | Uzbequistão    | 14.57 | 899    | Recorde pessoal      |
| 11      | 1       | Nadiah Al-Haqqan       | Kuwait         | 15.82 | 736    | Recorde da temporada |
| 12      | 2       | Zaina Abdeen           | Jordânia       | 16.32 | 676    | Recorde da temporada |
| 13      | 2       | Salsabeel Al-Sayyar    | Kuwait         | DNS   | 0      |                      |
| 13      | 2       | Kenza Sosse            | Catar          | DNS   | 0      |                      |
| 13      | 1       | Aleksandra Yurkevskaya | Uzbequistão    | DNS   | 0      |                      |

### Salto em altura
| Posição | Atleta             | Nacionalidade  | 1.35 | 1.38 | 1.41 | 1.44 | 1.47 | 1.50 | 1.53 | 1.56 | 1.59 | 1.62 | 1.65 | 1.68 | 1.71 | 1.74 | 1.77 | 1.80 | 1.83 | 1.86 | Resultado | Pontos | Notas                | Total |
| ------- | ------------------ | -------------- | ---- | ---- | ---- | ---- | ---- | ---- | ---- | ---- | ---- | ---- | ---- | ---- | ---- | ---- | ---- | ---- | ---- | ---- | --------- | ------ | -------------------- | ----- |
| 1       | Swapna Barman      | Índia          | –    | –    | –    | –    | –    | –    | –    | –    | –    | –    | o    | –    | o    | o    | xxo  | o    | o    | xxx  | 1.83      | 1016   | Recorde da temporada | 1994  |
| 2       | Ekaterina Voronina | Uzbequistão    | –    | –    | –    | –    | –    | –    | –    | –    | –    | –    | –    | o    | o    | o    | o    | o    | xo   | xxx  | 1.83      | 1016   | =                    | 1915  |
| 3       | Wang Qingling      | China          | –    | –    | –    | –    | –    | –    | –    | o    | o    | o    | xo   | xo   | xxo  | xo   | xxx  |      |      |      | 1.74      | 903    | Recorde da temporada | 1916  |
| 4       | Jeong Yeon-jin     | Coreia do Sul  | –    | –    | –    | –    | –    | –    | –    | –    | –    | o    | o    | xo   | o    | xxx  |      |      |      |      | 1.71      | 867    | Recorde da temporada | 1833  |
| 5       | Shen Muhan         | China          | –    | –    | –    | –    | –    | o    | o    | o    | o    | o    | xxo  | o    | xxx  |      |      |      |      |      | 1.68      | 830    | Recorde da temporada | 1746  |
| 5       | Yuki Yamasaki      | Japão          | –    | –    | –    | –    | –    | –    | –    | o    | xo   | o    | xo   | o    | xxx  |      |      |      |      |      | 1.68      | 830    | Recorde da temporada | 1791  |
| 7       | Purnima Hembram    | Índia          | –    | –    | –    | –    | –    | –    | o    | o    | o    | xo   | o    | xo   | xxx  |      |      |      |      |      | 1.68      | 830    | Recorde da temporada | 1838  |
| 8       | Irina Velihanova   | Turquemenistão | –    | –    | –    | –    | –    | –    | o    | o    | o    | xo   | xo   | xo   | xxx  |      |      |      |      |      | 1.68      | 830    | Recorde pessoal      | 1747  |
| 9       | Meg Hemphill       | Japão          | –    | –    | –    | –    | –    | –    | o    | o    | o    | o    | xo   | xxx  |      |      |      |      |      |      | 1.65      | 795    |                      | 1828  |
| 10      | Chu Chia-ling      | Taipé Chinesa  | –    | –    | –    | –    | –    | o    | –    | o    | xo   | o    | xxx  |      |      |      |      |      |      |      | 1.62      | 759    | Recorde da temporada | 1754  |
| 11      | Zaina Abdeen       | Jordânia       | o    | o    | o    | o    | o    | xxo  | o    | xxx  |      |      |      |      |      |      |      |      |      |      | 1.53      | 655    | Recorde da temporada | 1331  |
| 12      | Nadiah Al-Haqqan   | Kuwait         | o    | o    | xo   | o    | xxx  |      |      |      |      |      |      |      |      |      |      |      |      |      | 1.44      | 555    | Recorde da temporada | 1291  |

### Arremesso de peso
| Posição | Atleta             | Nacionalidade  | #1    | #2    | #3    | Resultado | Pontos | Notas                | Total |
| ------- | ------------------ | -------------- | ----- | ----- | ----- | --------- | ------ | -------------------- | ----- |
| 1       | Ekaterina Voronina | Uzbequistão    | 13.02 | 13.63 | 13.21 | 13.63     | 769    | Recorde pessoal      | 2684  |
| 2       | Shen Muhan         | China          | 12.80 | 12.38 | 11.88 | 12.80     | 714    | Recorde da temporada | 2460  |
| 3       | Swapna Barman      | Índia          | 12.34 | 12.76 | 12.60 | 12.76     | 711    | Recorde pessoal      | 2705  |
| 4       | Wang Qingling      | China          | 11.76 | 12.50 | 11.17 | 12.50     | 694    | Recorde da temporada | 2610  |
| 5       | Irina Velihanova   | Turquemenistão | 11.33 | 12.36 | 12.16 | 12.36     | 685    | Recorde pessoal      | 2432  |
| 6       | Yuki Yamasaki      | Japão          | 12.27 | 11.88 | 11.83 | 12.27     | 679    | Recorde da temporada | 2470  |
| 7       | Purnima Hembram    | Índia          | 11.18 | 11.58 | 11.19 | 11.58     | 633    |                      | 2471  |
| 8       | Chu Chia-ling      | Taipé Chinesa  | 11.57 | x     | x     | 11.57     | 633    | Recorde da temporada | 2387  |
| 9       | Jeong Yeon-jin     | Coreia do Sul  | 9.25  | 10.11 | x     | 10.11     | 537    | Recorde da temporada | 2370  |
| 10      | Zaina Abdeen       | Jordânia       | 9.69  | 9.02  | 7.65  | 9.69      | 509    | Recorde da temporada | 1840  |
| 11      | Nadiah Al-Haqqan   | Kuwait         | 9.33  | x     | x     | 9.33      | 486    | Recorde da temporada | 1777  |
| 12      | Meg Hemphill       | Japão          |       |       |       | DNS       | 0      |                      | DNF   |

### 200 metros
Vento:
Bateria 1: +1.2 m/s, Bateria 2: +1.2 m/s
| Posição | Bateria | Atleta             | Nacionalidade  | Tempo | Pontos | Notas                | Total |
| ------- | ------- | ------------------ | -------------- | ----- | ------ | -------------------- | ----- |
| 1       | 2       | Wang Qingling      | China          | 24.46 | 937    | Recorde da temporada | 3547  |
| 2       | 2       | Yuki Yamasaki      | Japão          | 24.88 | 898    | Recorde da temporada | 3368  |
| 3       | 2       | Ekaterina Voronina | Uzbequistão    | 24.94 | 892    | Recorde pessoal      | 3576  |
| 4       | 2       | Purnima Hembram    | Índia          | 25.55 | 837    |                      | 3308  |
| 5       | 2       | Swapna Barman      | Índia          | 25.79 | 816    | Recorde pessoal      | 3521  |
| 6       | 2       | Chu Chia-ling      | Taipé Chinesa  | 26.07 | 791    | Recorde da temporada | 3178  |
| 7       | 2       | Shen Muhan         | China          | 26.21 | 779    | Recorde da temporada | 3239  |
| 8       | 1       | Irina Velihanova   | Turquemenistão | 26.71 | 736    | Recorde pessoal      | 3168  |
| 9       | 1       | Zaina Abdeen       | Jordânia       | 26.87 | 723    | Recorde da temporada | 2563  |
| 10      | 2       | Jeong Yeon-jin     | Coreia do Sul  | 27.68 | 656    | Recorde da temporada | 3026  |
| 11      | 1       | Nadiah Al-Haqqan   | Kuwait         | DSQ   | 0      | R163.3a              | 1777  |

### Salto em distância
| Posição | Atleta             | Nacionalidade  | #1   | #2   | #3   | Resultado | Pontos | Notas                | Total |
| ------- | ------------------ | -------------- | ---- | ---- | ---- | --------- | ------ | -------------------- | ----- |
| 1       | Swapna Barman      | Índia          | 5.98 | 5.94 | 6.01 | 6.01      | 853    |                      | 4374  |
| 2       | Purnima Hembram    | Índia          | 5.99 | 5.86 | 5.88 | 5.99      | 846    |                      | 4154  |
| 3       | Wang Qingling      | China          | 5.93 | 5.86 | x    | 5.93      | 828    | Recorde da temporada | 4375  |
| 4       | Ekaterina Voronina | Uzbequistão    | 5.85 | x    | x    | 5.85      | 804    | Recorde da temporada | 4380  |
| 5       | Yuki Yamasaki      | Japão          | 5.72 | 5.77 | 5.81 | 5.81      | 792    | Recorde da temporada | 4160  |
| 6       | Chu Chia-ling      | Taipé Chinesa  | 5.67 | x    | 5.34 | 5.67      | 750    | Recorde da temporada | 3928  |
| 7       | Shen Muhan         | China          | 5.53 | 5.41 | x    | 5.53      | 709    | Recorde da temporada | 3948  |
| 8       | Irina Velihanova   | Turquemenistão | 5.45 | x    | x    | 5.45      | 686    | Recorde da temporada | 3854  |
| 9       | Jeong Yeon-jin     | Coreia do Sul  | x    | 4.79 | 5.40 | 5.40      | 671    |                      | 3697  |
| 10      | Zaina Abdeen       | Jordânia       | x    | x    | 4.71 | 4.71      | 482    | Recorde da temporada | 3045  |
| 11      | Nadiah Al-Haqqan   | Kuwait         |      |      |      | DNS       | 0      |                      |       |

### Lançamento de dardo
| Posição | Atleta             | Nacionalidade  | #1    | #2    | #3    | Resultado | Pontos | Notas                | Total |
| ------- | ------------------ | -------------- | ----- | ----- | ----- | --------- | ------ | -------------------- | ----- |
| 1       | Ekaterina Voronina | Uzbequistão    | 49.39 | 53.53 | –     | 53.53     | 929    | Recorde pessoal      | 5309  |
| 2       | Swapna Barman      | Índia          | 44.65 | 46.83 | x     | 46.83     | 799    |                      | 5173  |
| 3       | Shen Muhan         | China          | 45.28 | 44.52 | 42.94 | 45.28     | 769    | Recorde pessoal      | 4717  |
| 4       | Irina Velihanova   | Turquemenistão | 42.52 | 42.91 | 39.24 | 42.91     | 723    | Recorde da temporada | 4577  |
| 5       | Yuki Yamasaki      | Japão          | 42.87 | 40.43 | 41.52 | 42.87     | 722    | Recorde da temporada | 4882  |
| 6       | Chu Chia-ling      | Taipé Chinesa  | 39.92 | 38.95 | 42.47 | 42.47     | 715    | Recorde da temporada | 4643  |
| 7       | Purnima Hembram    | Índia          | 39.70 | 37.89 | 37.14 | 39.70     | 662    | Recorde da temporada | 4816  |
| 8       | Wang Qingling      | China          | 36.00 | 38.87 | 34.32 | 38.87     | 646    | Recorde da temporada | 5021  |
| 9       | Jeong Yeon-jin     | Coreia do Sul  | x     | 32.09 | x     | 32.09     | 516    | Recorde da temporada | 4213  |
| 10      | Zaina Abdeen       | Jordânia       | 15.67 | 27.46 | 20.09 | 27.46     | 429    | Recorde da temporada | 3474  |

### 800 metros
| Posição | Atleta             | Nacionalidade  | Tempo   | Pontos | Notas                |
| ------- | ------------------ | -------------- | ------- | ------ | -------------------- |
| 1       | Ekaterina Voronina | Uzbequistão    | 2:15.26 | 889    | Recorde da temporada |
| 2       | Yuki Yamasaki      | Japão          | 2:16.56 | 871    |                      |
| 3       | Swapna Barman      | Índia          | 2:20.24 | 820    | Recorde da temporada |
| 4       | Wang Qingling      | China          | 2:21.18 | 808    | Recorde da temporada |
| 5       | Irina Velihanova   | Turquemenistão | 2:24.20 | 767    | Recorde da temporada |
| 6       | Shen Muhan         | China          | 2:25.58 | 749    | Recorde da temporada |
| 7       | Purnima Hembram    | Índia          | 2:28.48 | 712    |                      |
| 8       | Chu Chia-ling      | Taipé Chinesa  | 2:29.15 | 704    | Recorde da temporada |
| 9       | Jeong Yeon-jin     | Coreia do Sul  | 2:33.68 | 647    | Recorde da temporada |
| 10      | Zaina Abdeen       | Jordânia       | DNF     | 0      |                      |

## Resultado final
| Colocação         | Atleta                 | Nacionalidade  | 100 m C/B | SA   | AP    | 200 m | SD   | LD    | 800 m   | Total | Notas                |
| ----------------- | ---------------------- | -------------- | --------- | ---- | ----- | ----- | ---- | ----- | ------- | ----- | -------------------- |
| Medalha de ouro   | Ekaterina Voronina     | Uzbequistão    | 14.57     | 1.83 | 13.63 | 24.94 | 5.85 | 53.53 | 2:15.26 | 6198  | Melhor marca do ano  |
| Medalha de prata  | Swapna Barman          | Índia          | 14.00     | 1.83 | 12.76 | 25.79 | 6.01 | 46.83 | 2:20.24 | 5993  | Recorde da temporada |
| Medalha de bronze | Wang Qingling          | China          | 13.76     | 1.74 | 12.50 | 24.46 | 5.93 | 38.87 | 2:21.18 | 5829  | Recorde da temporada |
| 4                 | Yuki Yamasaki          | Japão          | 14.12     | 1.68 | 12.27 | 24.88 | 5.81 | 42.87 | 2:16.56 | 5753  | Recorde da temporada |
| 5                 | Purnima Hembram        | Índia          | 13.79     | 1.68 | 11.58 | 25.55 | 5.99 | 39.70 | 2:28.48 | 5528  |                      |
| 6                 | Shen Muhan             | China          | 14.45     | 1.68 | 12.80 | 26.21 | 5.53 | 45.28 | 2:25.58 | 5466  | Recorde da temporada |
| 7                 | Chu Chia-ling          | Taipé Chinesa  | 13.88     | 1.62 | 11.57 | 26.07 | 5.67 | 42.47 | 2:29.15 | 5347  | Recorde da temporada |
| 8                 | Irina Velihanova       | Turquemenistão | 14.44     | 1.68 | 12.36 | 26.71 | 5.45 | 42.91 | 2:24.20 | 5344  | Recorde pessoal      |
| 9                 | Jeong Yeon-jin         | Coreia do Sul  | 14.09     | 1.71 | 10.11 | 27.68 | 5.40 | 32.09 | 2:33.68 | 4860  | Recorde da temporada |
| 10                | Zaina Abdeen           | Jordânia       | 16.32     | 1.53 | 9.69  | 26.87 | 4.71 | 27.46 | DNF     | 3474  | Recorde da temporada |
| 11                | Nadiah Al-Haqqan       | Kuwait         | 15.82     | 1.44 | 9.33  | DSQ   | DNS  | –     | –       | DNF   |                      |
| 12                | Meg Hemphill           | Japão          | 13.62     | 1.65 | DNS   | –     | –    | –     | –       | DNF   |                      |
| 13                | Salsabeel Al-Sayyar    | Kuwait         | DNS       | –    | –     | –     | –    | –     | –       | DNS   |                      |
| 13                | Kenza Sosse            | Catar          | DNS       | –    | –     | –     | –    | –     | –       | DNS   |                      |
| 13                | Aleksandra Yurkevskaya | Uzbequistão    | DNS       | –    | –     | –     | –    | –     | –       | DNS   |                      |

Legenda
| Recorde mundial       | Recorde mundial (World record)               |                       | Recorde africano                      | Recorde africano (African) |                                           | Q | Classificado por posição (Qualified) |
| Recorde do campeonato | Recorde do campeonato (Championship record)  | Recorde da América    | Recorde da América (Americas)         | q                          | Classificado por melhor tempo (Qualified) |   |                                      |
| Melhor marca do ano   | Melhor marca do ano (World leading)          | Recorde asiático      | Recorde asiático (Asian)              | DNS                        | Não largou (Did not start)                |   |                                      |
| Recorde nacional      | Recorde nacional (National record)           | Recorde europeu       | Recorde europeu (European)            | DNF                        | Não terminou (Did not finish)             |   |                                      |
| Recorde pessoal       | Recorde pessoal do atleta (Personal best)    | Recorde da Oceania    | Recorde da Oceania (Oceania)          | DSQ / DQ                   | Desclassificado (Disqualified)            |   |                                      |
| Recorde da temporada  | Recorde da temporada do atleta (Season best) | Recorde sul-americano | Recorde sul-americano (South America) | NM                         | Sem marca (No mark)                       |   |                                      |